# Benedita Barata da Rocha
Benedita Barata da Rocha (née le 24 février 1949 à Lisbonne, où elle est morte le 2 octobre 2021) est une immunologiste portugaise, directrice de laboratoire, travaillant pour l'Inserm. Elle est récipiendaire du prix Recherche 2007 de l'Inserm.

## Biographie
Benedita Barata da Rocha est née le 24 février 1949 à Lisbonne. Elle obtient son doctorat en médecine en 1972 à l'université de Lisbonne, et son doctorat en recherche en 1978 à l'université de Glasgow. Elle est directrice de recherche de classe exceptionnelle (DRCE) au CNRS et directrice d'une unité de recherche de l'Inserm à l’hôpital Necker-Enfants malades à Paris.
Ses principales découvertes et avancées scientifiques se trouvent dans les domaines de la tolérance du lymphocyte T, les lymphocytes T à mémoire et le développement des lymphocytes intra-épithéliaux.
Elle a publié plus de cent articles scientifiques.

## Distinctions et récompenses
- Prix Recherche de l'Inserm (2007)
- Médaille d'argent du CNRS (2007)[6]